# الانتخابات الرئاسية اللبنانية (أغسطس 1982)

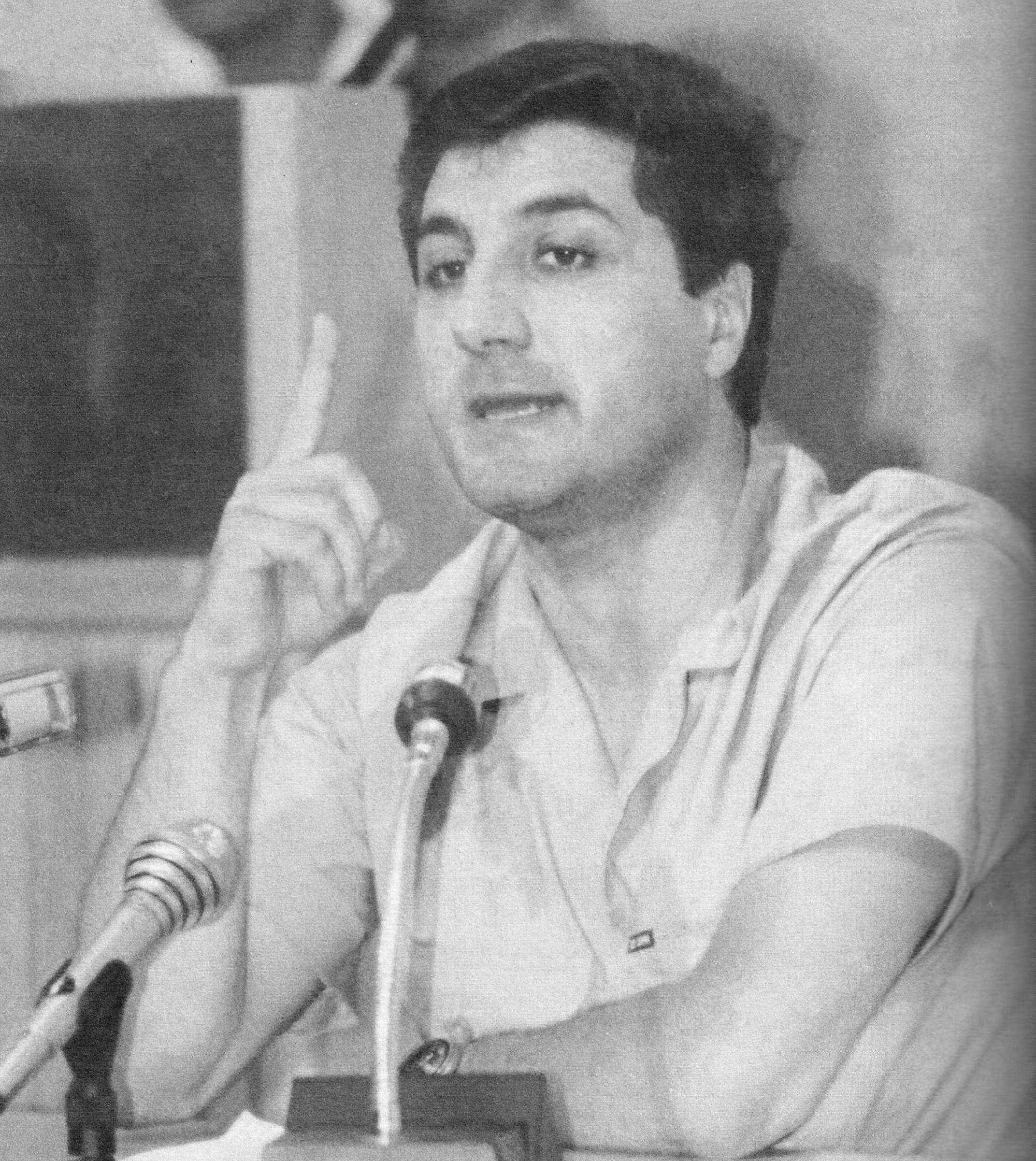
البشير أثناء إلقائه كلمة

أجريت انتخابات رئاسية غير مباشرة في البرلمان اللبناني في 23 أغسطس 1982، أسفرت عن انتخاب قائد القوات اللبنانية بشير الجميل رئيسا للجمهورية اللبنانية. حسب التقاليد، تُنسب الرئاسة دائمًا إلى مسيحي ماروني. بموجب المادة 49 من الدستور اللبناني، يُطلب من الأغلبية المؤهلة من ثلثي أعضاء البرلمان اللبناني البالغ عددهم آنذاك 99 مقعدًا انتخاب الرئيس في الجولة الأولى. بعد الجولة الثانية من الانتخابات، يتم انتخاب الرئيس بالأغلبية المطلقة من إجمالي عدد النواب في المناصب.
في خضم الحرب الأهلية اللبنانية المستعرة، والوجود السوري في البقاع وشمال لبنان، والحزام الأمني الإسرائيلي في جنوب لبنان، فشل الرئيس المنتهية ولايته إلياس سركيس في تحقيق المصالحة بين الفصائل المتحاربة. في ظل الدعم الأمريكي والإسرائيلي الكبير، تمكن الجميل من الحصول على دعم المملكة العربية السعودية (وبالتالي جامعة الدول العربية) لانتخابه للرئاسة. مع مقاطعة النواب الموالين لسوريا، انتخب الجميل الرئيس السابع للبنان بعد الاستقلال عن فرنسا في عام 1943.

## النتائج
وبما أن الحرب الأهلية أسفرت عن التقسيم الفعلي للبلد والميليشيات في كل مكان، لم تجر أي انتخابات للبرلمان اللبناني منذ عام 1972. ونتيجة لذلك، كان 92 نائبا فقط من أصل 99 مقعدا ما زالوا على قيد الحياة. بعد الوصول إلى نصاب الثلثين (حضر 62 من أصل 92 نائباً)، تم انتخاب الجميل في الجولة الثانية بأغلبية النواب المسيحيين والمسلمين.